# Gösta Dagermark

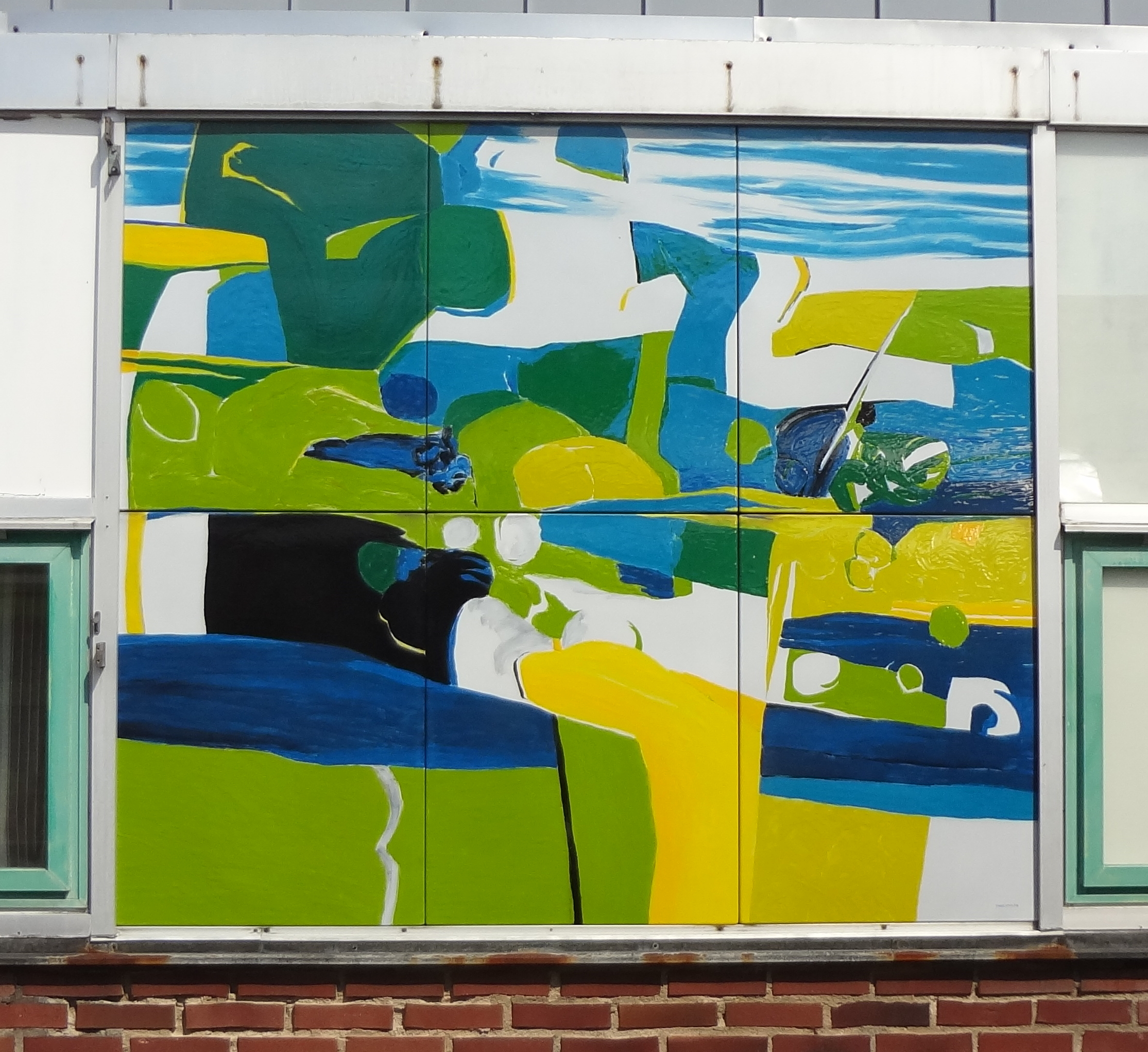
Kompositioner av Gösta Dagermark vid Rekarneskolan i Eskilstuna

Gösta Dagermark, född 1928, död 2011 i Eskilstuna, var en svensk konsthantverkare och målare. 
Dagermark studerade för Bror Hjorth och Ragnar Sandberg vid Konsthögskolan i Stockholm under sex år på 1950-talet. Bland hans offentliga arbeten märks två emaljväggar på Rekarneskolan och stengodsutsmyckningar på tre väggar i Årbyskolan i Eskilstuna samt dekorativa utsmyckningar för Svenska Bostäder i Vårberg. Hans konst består av landskapsmålningar från Österlen i Skåne och vävnader i gobelängteknik, stengods samt emalj. Dagermark år representerad vid Nationalmuseum, Värmlands museum och  Eskilstuna konstmuseum.